# Clavopsellidae
Clavopsellidae är en familj av nässeldjur. Clavopsellidae ingår i ordningen Hydroida, klassen hydrozoer, fylumet nässeldjur och riket djur.